# Ontherus grandis
Ontherus grandis är en skalbaggsart som beskrevs av Luederwaldt 1931. Ontherus grandis ingår i släktet Ontherus och familjen bladhorningar. Inga underarter finns listade i Catalogue of Life.